# Ryzlink vlašský

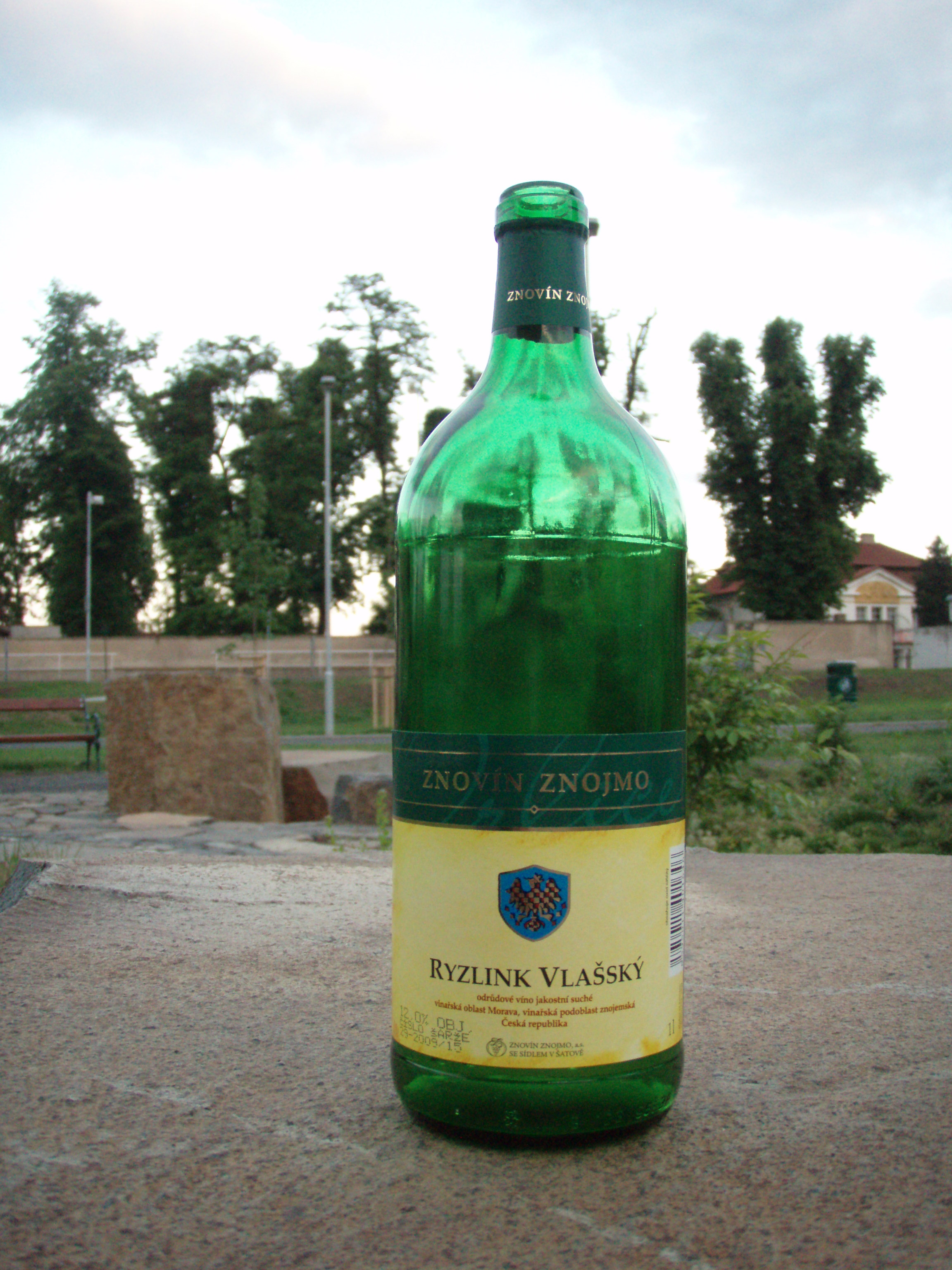
Láhev od vlašského ryzlinku.

Ryzlink vlašský (zkratka RV, název dle VIVC Welschriesling) je stará moštová odrůda révy vinné (Vitis vinifera), určená k výrobě bílých vín. Kromě názvu „Ryzlink“ tato odrůda nemá nic společného s odrůdou Ryzlink rýnský.

## Popis
Réva vinná (Vitis vinifera) odrůda Ryzlink vlašský je jednodomá dřevitá pnoucí liána, dorůstající v kultuře až několika metrů. Kmen tloušťky až několik centimetrů je pokryt světlou borkou, která se loupe v pruzích. Úponky révy jsou středně dlouhé, umožňují této rostlině pnout se po pevných předmětech. Růst je v mládí bujný, později středně bujný s polovzpřímenými až poléhavými letorosty. Včelka je zelená, středně hustě ochlupená. Vrcholek letorostu je otevřený, žlutozelený, slabě zabarvený antokyaniny, středně silně až silně bíle vlnatě ochmýřený. Internodia a nodia jsou zelená, takřka lysá, pupeny jsou takřka bez zabarvení antokyaniny. Mladé lístky jsou zelenožluté s bronzovými skvrnami, takřka bez zabarvení antokyaniny, slabě až středně silně bíle vlnatě ochmýřené. Jednoleté réví je tenké, světle žlutohnědé, po délce čárkované, eliptického průřezu. Zimní pupeny jsou malé až středně velké, tupé.
List je středně velký až velký, tvar čepele je srdcovitý, tří- až pětilaločnatý se středně hlubokými horními bočními výkroji, většinou s oblým dnem. Vrchní strana listu je světle zelená, na okraji výrazně a ostře zoubkovaná, velmi slabě až slabě puchýřnatá, spodní strana listu je jemně plstnatá. Řapíkový výkroj je lyrovitý, otevřený, řapík listu je středně dlouhý, stejné délky, jako medián listu, narůžovělý, stejně jako žilnatina listu v okolí připojení řapíku. Podzimní barva listů je žlutohnědá.
Oboupohlavní pětičetné květy v hroznovitých květenstvích jsou žlutozelené, samosprašné. Plodem je malá až středně velká (11–16 mm, 1,26 g), kulatá bobule jednotné velikosti i barvy, která je žlutozelená, v plné zralosti až nažloutlá se světle hnědým tónem, s tečkou na líčku. Slupka je tenká, ale pevná, průměrně ojíněná, dužina je šťavnatá, velmi řídká, nezbarvená, plné, nakyslé chuti, s 3–4 semeny. Semeno je hruškovité, středně velké, světle hnědé, zobáček je širší, na konci zahrocený. Stopečka bobule je krátká, obtížně oddělitelná. Hrozen je malý až středně velký (12–16 × 7–10 cm, 90–120 g), středně až velmi hustý, krátce válcovitý, s průměrně lignifikovanou, středně dlouhou až dlouhou stopkou (5 cm), často s jedním ouškem (typický přívěsek ve tvaru malého, hustého hroznu) též na delší stopce.

## Původ a rozšíření
Ryzlink vlašský je stará, pozdní moštová odrůda vinné révy (Vitis vinifera). Je prokázáno, že k odrůdě Ryzlink rýnský nemá žádný příbuzenský vztah. Nejčastěji se uvádí, že vznikla ve Francii, odkud se rozšířila do okolí Heidelbergu, do Porýní a později, v 19. století do oblasti Dolního Rakouska a do Maďarska. Existuje ale i menšinový názor, že vznikla v Itálii.
Tradičními oblastmi pěstování jsou Rakousko (Weinviertel, Neusiedlersee, 4.385 ha roku 2007), Itálie (Lombardie, Jižní Tyrolsko, 2.111 ha roku 1982), Maďarsko, Balkánský poloostrov, ale pěstuje se i v jiných zemích jiných světadílů, například v Brazílii roku 1994 na 1.052 hektarech. Celkově byly plochy vinic, osazené touto odrůdou, celosvětově odhadovány roku 1999 na 35.000 hektarů.
Ve Státní odrůdové knize České republiky je odrůda zapsána od roku 1941, od tohoto roku je zapsána též v Listině registrovaných odrůd na Slovensku. Na Slovensku tvoří asi 17 % celkové plochy vinic. Od roku 1985 je v ČR povoleno pět klonů : PE-7/76, PE-5/44, PE-5/34, PE-6/65 a PE-7/71. Udržovateli odrůdy v ČR jsou Ampelos-Šlechtitelská stanice vinařská Znojmo a Ing. Miloš Michlovský, CSc.
Pro vinařskou oblast Čechy je příliš pozdní odrůdou a z tohoto důvodu se tu nepěstuje. Na Moravě je vysazována od počátku 20. století, daří se jí zejména na Slovácku, Znojemsku, Dunajovicku, Velkopavlovicku, Hustopečsku, Věstonicku a v oblasti kolem Pálavských vrchů. Roku 1999 byla vysazena na 13 % a roku 2010 již pouze na 7,2 % veškeré plochy vinic. Průměrné stáří vinic roku 2010 činilo 28 let. Dnes je odrůda vysazována málo, je sice třetí nejčastěji pěstovanou bílou odrůdou u nás, ale také druhou nejstarší v pořadí.

## Název

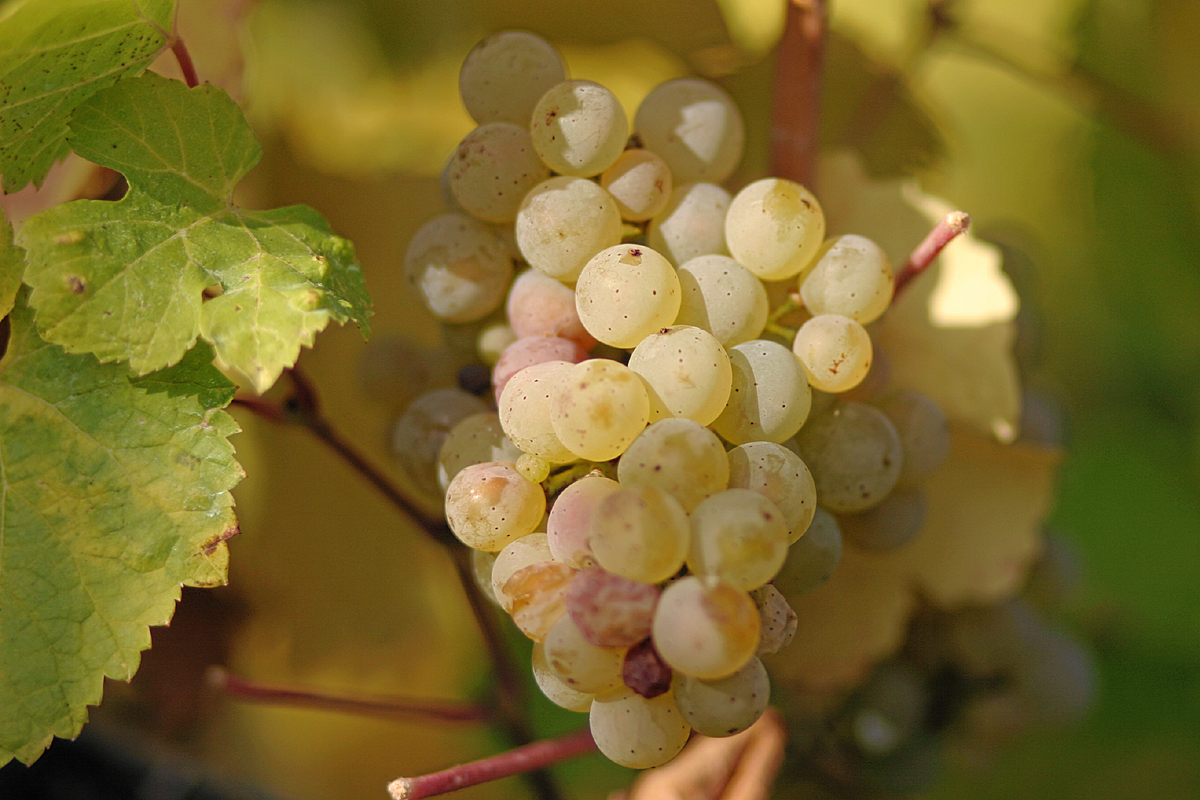
Hrozen ryzlinku vlašského

Název patrně nemá souvislost s místem původu odrůdy, jako vlašský se odrůda údajně začala označovat v Německu pro odlišení od odrůdy Ryzlink rýnský. Zajímavé je, že se v současnosti v Německu takřka nepěstuje. V Rakousku a v Německu je nazývána Welschriesling, v Maďarsku Olaszrizling, na Balkáně Laški Rizling a Rizling Italijanski, v Itálii Riesling Italico.
Další, lokálně používaná synonyma odrůdy Ryzlink vlašský jsou : Рислинг итальянский, Рислинг влашски, Велш рислинг, Олас рислинг, Тольянска грасевина (vše Rusko), Aminea Gemela, Biela Sladka Gras(s)ica, Glasica, Grassavina Talijanska (Španělsko), Graševina ISV 1 a SK (Chorvatsko), Grasica, Groshevina, Italian Riesling (Kanada), Italianski Rizling, Laski Rizling, Meslier, M. de Champagne, Nemes Olasz Rizling, Olasriesling, Olasz, O. Rizling, O. R. Nemes (Maďarsko), Petit Riesling, Petracine, Rakuský Rizling, Riesler, Riesli, Riesling, R. Italian, R. Italico (Austrálie, USA, Francie, Itálie), R. Italien White, R. Laski, Risli, Risling Italyanskii (Rusko), Rismi, Rizling Italico (Rakousko), R. Italien, R. I. Blanc, Talianska Graseviana, T. Graševina, Talijanski Rizling, Velchriesling, Vlaska (Chorv.), Vlašák, Walsch Riesling (USA), Welschriesling.

## Mutace odrůdy
V oblasti pěstování RV se lze velmi vzácně setkat s odrůdou Welschriesling Blau (ve Slovinsku Zerni Selenjak), pravděpodobně se jedná o mutaci odrůdy RV s modrými hrozny.

## Pěstování
Réví vyzrává na 80–95 %, plodnost dřeva je 65–80 %, počet hroznů na výhon 0,7–1,5, na plodonosný 2–4. Proti poškození zimními mrazy je odolná, snáší mrazy až do -25 °C, jarní mrazíky ji nepoškozují. Při nedostatku vláhy a při vysokých teplotách rychle ztrácí aciditu, což má vliv na kvalitu vína. Nejvhodnější podnoží je K 5BB, při obsahu vápna do 15 %, ve vápenatějších půdách SO-4, Cr 2 a 125 AA, na písčitých půdách je vhodná i LE-K/1. Vedení a vyhovuje střední i vysoké s řezem na dlouhé tažně. Zatížení 8-10 plodonosných oček na m². Výnosy jsou pravidelné a vysoké, 8–12 (17) t/ha při cukernatosti 16–20 °NM a aciditě 9–14 g/1.

### Fenologie
Vegetační cyklus odrůdy trvá 148 dnů při sumě aktivních teplot (SAT) 2890 °C. Doba rašení oček, kvetení i zaměkání je středně pozdní, raší po polovině dubna, kvete v polovině června, květy málo opadávají, zaměkání začíná v poslední dekádě srpna. Sklizňová zralost je u nás velmi pozdní, začátkem až v polovině října, pozdní sběry až počátkem listopadu. V podmínkách Oděsy dozrává ve třetím týdnu září.

### Choroby a škůdci
Odrůda je citlivá vůči padlí révovému (Uncinula necator) v pozdějších fázích vegetace (později zaměká). Trpí vadnutím třapiny. Proti plísni révové (Plasmopara viticola) je relaltině odolná. Vlhký podzim podporuje rozvoj plísně šedé (Botrytis cinerea). Časté jsou roncet, vrásčitost dřeva (grapevine rugose wood) a svinutka, dalšími škůdci není příliš napadána.

### Poloha a půdy
Vyžaduje nejlepší polohy vzhledem k pozdnímu zrání. Na půdní podmínky je sice nenáročná, ale nejlepší kvality dosahuje na půdách propustných, hlinitých. Vhodné jsou však i sterilní písky a štěrkopísky. Má širokou ekologickou plasticitu. Na lehčích půdách se objevují na listech příznaky nedostatku hořčíku (světle žluté skvrny, které lemují hlavní žilky). Snáší dobře vápenité půdy.

## Víno
Při zpracování hroznů je třeba věnovat pozornost odrůdové aromatičnosti. Složení aromatických látek je podobné, jako u RR, ale u RV je jich menší množství. Technologie výroby by proto měla jít cestou uvolnění a zachování maximálního množství aromatických látek. Vhodná je metoda odkalení moštu s následným řízeným kvašením moštu za nízké teploty (13–15 °C). Víno takto vyrobené bývá velmi dobré jakosti, v příznivých letech dává RV i výjimečná vína. Při regulovaném výnosu poskytuje vhodnou surovinu k získávání ledového i slámového vína.
Vína RV se vyznačují vyšším obsahem kyselin, které mohou být až ocelové. Při lepší vyzrálosti hroznů a nižší sklizni jsou svěže pikantní a ve vyšších stupních přívlastkových vín působí příjemným zralým dojmem, tvoříce harmonii se zbytkovým cukrem. Tradičně dává RV výborná vína ledová. Ryzlink vlašský dával vždy vítanou surovinu pro šumivá vína a je stále důležitou složkou všemožných vín známkových, v nichž tvoří páteř směsi, která by se bez jeho přítomnosti mohla zbortit do měkce se rozplývající unylosti.
Typická odrůdová vína RV jsou světle zelenožlutá, zahrnují širokou škálu vůní, od vinné, příjemně květinové s nádechem květu lípy, hořkomandlové nebo jablečné (zelená jablka) po medové tóny přívlastkových vín a mají plnou, harmonickou chuť, která osvěží příjemnými kyselinkami. Ve vůni a chuti můžeme hledat grapefruit, červený rybíz, angrešt, kytice lučního kvítí, hrozinky, sladký citron, medové tóny. Na vápenatých půdach má víno RV jemnou vůni, podobnou lipovému květu. Vynikající terroir pro Ryzlink vlašský má Mikulovská podoblast. Excelentní vína ze svahů Pálavy patří k chloubám moravských vín, pravidelně bývají zastoupena v Salónu vín. Vína jsou vhodná ke střednědobé archivaci.

### Stolování
Vína Ryzlinku vlašského zachycují celou kvalitativní škálu bílých vín. Lehká, prostá, tvrdá vína stolní, která přinášejí osvěžení při namáhavé manuální práci, se hodí ke svačinám s uzeninou. Suchá vína Ryzlinku vlašského se dobře uplatní jako aperitiv ke studeným předkrmům a k celé paletě jídel jednoduché, všední kuchyně. Hodí se k zeleninovým jídlům i zeleninovým polévkám a bílým sýrům, k lehké úpravě ryb či jemným paštikám, ale i k šunce a vepřové pečeni. Jako vinný střik dobře uhasí žízeň.